# Oskar Kuul
Oskar Kuul (ur. 6 listopada 1924 we wsi Lileika w powiecie tarskim w guberni omskiej, zm. 10 grudnia 1992) – przewodniczący kołchozu w rejonie Harjumaa, Bohater Pracy Socjalistycznej (1980).

## Życiorys
Urodził się w estońskiej wsi na Syberii. W sierpniu 1942 został zmobilizowany do Armii Czerwonej, brał udział w wojnie ZSRR z Niemcami w składzie 7 Estońskiej Dywizji Piechoty. Walczył na Froncie Kalinińskim (od maja do października 1943), 2 Nadbałtyckim (od października 1943 do lutego 1944), Leningradzkim (od lutego 1944 do lutego 1945) i ponownie 2 Nadbałtyckim (od lutego do kwietnia 1945). W czerwcu 1944 został członkiem Komsomołu, wojnę zakończył w stopniu gefrajtera jako żołnierz 5 kompanii piechoty 37 pułku piechoty 7 Estońskiej Dywizji Piechoty 8 Estońskiego Korpusu Piechoty. Brał udział m.in. w walkach w Kurlandii, za co został odznaczony medalem. Po demobilizacji służył w wojskach NKWD i MWD w Narwie, w 1947 został etatowym pracownikiem aparatu komsomolskiego w Estońskiej SRR, później przyjęto go do WKP(b). Od 1949 do 1951 uczył się w szkole MGB, następnie pracował w organach MGB i KGB, w 1955 został zwolniony w stopniu starszego porucznika. Następnie na 35 lat został przewodniczącym kołchozu im. Kirowa, do którego w 1971 i 1976 przyłączono kolejne dwa  kołchozy, a w 1984 okoliczny sowchoz. Po odejściu ze stanowiska przewodniczącego kołchozu przeszedł na emeryturę. Od 1979 do 1989 był deputowanym do Rady Najwyższej ZSRR 10 i 11 kadencji, był również deputowanym do Rady Najwyższej Estońskiej SRR i członkiem KC KPE. Został pochowany na cmentarzu leśnym Metsakalmistu.

## Odznaczenia i nagrody
- Medal Sierp i Młot Bohatera Pracy Socjalistycznej (23 maja 1980)
- Order Lenina (dwukrotnie, 7 lipca 1966 i 23 maja 1980)
- Order Rewolucji Październikowej (26 lutego 1974)
- Order Czerwonego Sztandaru Pracy (26 czerwca 1961)
- Order Przyjaźni Narodów (17 lutego 1986)
- Medal za Odwagę (19 kwietnia 1945)
- Nagroda Państwowa ZSRR (1987)

I medale.